# Grépály András
Grépály András (Halmágy, 1912. április 4. – Budapest, 1990. december 27.) magyar orvos, tüdőgyógyász szakorvos, orvosi szakíró, egyetemi oktató.

## Életútja
Középiskolát a fogarasi gimnáziumban végzett (1930), oklevelét a kolozsvári egyetemen szerezte (1936). Nagyváradon szanatóriumi, Kolozsvárott klinikai tüdőorvosként működött (1937–45), a Bolyai Tudományegyetem tüdőrendelőjét vezette (1946–49), majd a marosvásárhelyi OGYI tanársegéde, 1952-től a Gyermekklinika tüdőosztályának vezetője, 1972-től nyugalomba vonulásáig egyetemi előadótanár.
A gyermekkori gümőkór szakértője. Szakközleményei román, magyar és német szakfolyóiratokban, többek közt az Orvosi Szemle, Cercetări de Fiziologie, Fiziologia Normală şi Patologică, Magyar Sebészet (Budapest), Immunitäts und Allergieforschungen hasábjain a gyermektuberkulózis, agyvelő- és agyhártyagyulladás, sarcoidosis kérdéseivel foglalkoznak.

## Kötetei
A Barbu Zeno-féle Tüdőgyógyászati jegyzetek (Marosvásárhely 1952), az A. Rusescu-féle Manual de pediatrie (1962), valamint a Puskás György és munkatársai összeállította Curs de pediatrie (1976) és Gyermekgyógyászati jegyzetek (Marosvásárhely, 1981) társszerzője.